# Нам не дано передбачити... (фільм, 1985)
«Нам не дано передбачити…» — радянський короткометражний фільм 1985 року (у складі кіноальманаху «Манька») режисера Ольги Наруцької, за сценарієм Надії Кожушаної. Історія любові в обложеному Ленінграді.

## Сюжет
Ленінград, 1941 рік. Дівчина Таня повертається із заводської зміни з подругами. Цією ж вулицею йде взвод солдатів. Таня підлещується перед перехожим лейтенантом, «загрожує» налякати, вигукує свою адресу «так, як кричать від втоми». Подруги кажуть, що вона сьогодні іменинниця. Увечері лейтенант (Саша) несподівано приходить до Тані в будинок. Часу щоб взнати і зрозуміти один одного у них — один вечір. Вони стають чоловіком і дружиною. Саша складає майбутній лист Тані собі на фронт: «Пише тобі твоє чудо…». Тим часом Таня на кухні розігріває цукор на вогні і виливає собі в руку. Опік дозволить їй не йти на роботу і побути довше з Сашком. Але Саша, зрозумівши, що вона зробила, йде. Швидко повертається — Таня лягла спати. Саша витягує її з дому, щоб вона йшла на завод (там безпечніше). Саша біжить до своєї частини, на шляху його вбиває бомбардуванням.

## У ролях
- Євдокія Германова — Таня Агєєва
- Костянтин Воробйов — лейтенант Саша
- Олексій Прієде — епізод
- Ольга Єлісєєва — епізод
- Любов Мочаліна — епізод
- Галина Ульянова — епізод

## Знімальна група
- Сценарист: Надія Кожушана
- Режисер:  Ольга Наруцька
- Оператор: Валерій Мартинов
- Художник-постановник: Олексій Рудяков
- Композитор: Альгірдас Паулавічус
- Звукооператор: Борис Андрєєв
- Директор: Валентин Толмачов